# Adolfo Urso
Adolfo Urso (Padova, 12 luglio 1957) è un politico italiano, presidente della Fondazione Farefuturo e senatore della Repubblica per Fratelli d'Italia dal 2018. È stato già deputato alla Camera dal 1994 al 2013, per un totale di cinque legislature. Dal 22 ottobre 2022 è ministro delle imprese e del made in Italy nel governo Meloni.

## Biografia

### Studi e carriera giornalistica
Nato a Padova da padre siciliano e madre veneta, da bambino va a vivere con la famiglia ad Acireale. Dopo gli studi ad Acireale e Catania, Urso si è laureato in sociologia all'Università degli Studi di Roma "La Sapienza".
È giornalista professionista dal 1984, iscritto all'Ordine dei giornalisti del Lazio. Comincia la sua carriera di giornalista al foglio giovanile "Controcorrente" ad Acireale, poi passa al Secolo d'Italia. Nel 1991-1992 è vice-direttore del quotidiano Roma e nel 1993-1994 capo redattore de L'Italia settimanale. Direttore dal 1994 della rivista Charta Minuta, Urso è stato promotore della fondazione Osservatorio parlamentare e nel 2007 ha costituito la Fondazione Farefuturo, della quale è stato segretario generale e poi (dal febbraio 2011) presidente.

### Attività politica
La sua esperienza politica comincia agli inizi degli anni ottanta, nella Direzione nazionale del Fronte della Gioventù, l'organizzazione giovanile del Movimento Sociale Italiano (MSI) guidata da Gianfranco Fini. Alla fine degli anni ottanta è uno dei leader della componente interna del MSI, "Proposta Italia", guidata da Domenico Mennitti.

#### Deputato di AN
È stato tra i principali promotori della nascita di Alleanza Nazionale, di cui ha assunto l'incarico di coordinatore nazionale del comitato promotore dal novembre 1993. Candidato ed eletto alle elezioni politiche del 1994 col sistema maggioritario nel Lazio (collegio Roma-Primavalle) per il Polo delle libertà, si iscrive quindi al gruppo parlamentare di Alleanza Nazionale (AN).
All'Assemblea nazionale costituente di AN, tenutasi a Fiuggi il 22 gennaio 1995, ha introdotto i lavori come segretario generale.
Alle elezioni politiche del 1996 viene candidato come capolista di AN con il sistema proporzionale nella circoscrizione XVI Lazio 2, ed è eletto. Ha presentato nella XII e XIII legislatura vari disegni di legge in materia di trasporti, oltre ad altre proposte che includono l'indulto per le pene relative a reati commessi con finalità di terrorismo o di eversione dell'ordinamento costituzionale che non abbiano provocato la morte, l'elezione di un'assemblea costituente per la revisione dell'ordinamento della Repubblica italiana (disegno di legge costituzionale), l'istituzione del Ministero del mare e dell'Agenzia di Stato per la sicurezza aeronautica.
In Alleanza Nazionale Urso è stato leader, insieme ad Altero Matteoli e Domenico Nania della corrente Nuova Alleanza. Alle elezioni del 2001 è stato riconfermato come deputato della Casa delle Libertà nella prima circoscrizione del Veneto.

#### Viceministro con delega
Nel 2001 è stato chiamato a far parte del Governo Berlusconi II come viceministro alle Attività Produttive, con delega al Commercio estero. L'incarico gli viene confermato anche nel Governo Berlusconi III, fino al 2006. Si è occupato di internazionalizzazione delle imprese (Legge 56/2005), ed ha presentato per la ratifica parlamentare l'accordo Italia-Siria sulla protezione degli investimenti (Legge 258/2003).
Alle elezioni politiche del 2006 è rieletto in Veneto. Nel corso della legislatura ha presentato, tra gli altri, disegni di legge per la reintroduzione dell'energia nucleare in Italia e la soppressione delle comunità montane.
Urso viene ricandidato nelle liste del Popolo della Libertà anche alle successive elezioni del 2008 e assume l'incarico di sottosegretario per lo sviluppo economico.
Dal giugno 2009 torna viceministro, per lo stesso dicastero occupandosi sempre di Commercio estero. Resta viceministro fino alle dimissioni nel novembre 2010. Ha presentato disegni di legge per l'accesso alle cure palliative e alle terapie del dolore, e sulla commercializzazione di prodotti tessili, della pelletteria e calzaturieri. È stato relatore per il Governo della legge sul ritorno al nucleare approvata dalle camere e successivamente abrogata da un referendum.

#### Futuro e Libertà per l'Italia
Esponente di Generazione Italia, la corrente finiana del Popolo della Libertà, il 2 agosto 2010 aderisce al gruppo parlamentare Futuro e Libertà. Il 4 agosto 2010 Urso viene nominato coordinatore del comitato costituente del nuovo gruppo, e il 6 ottobre è nominato coordinatore nazionale. Urso si dichiara contrario alla rottura con il governo Berlusconi IV ed orientato a chiedere un riconoscimento di FLI come terza gamba della maggioranza, che successivamente arriva.
Il 15 novembre 2010, comunque, Urso, assieme agli altri esponenti governativi di FLI Andrea Ronchi, Roberto Menia e Antonio Buonfiglio, così come Giuseppe Maria Reina del MPA, si dimette lasciando il Governo Berlusconi IV a causa del rifiuto da parte del premier Silvio Berlusconi di dimettersi per formare successivamente un nuovo governo aperto all'Unione di Centro, come era stato richiesto da Gianfranco Fini.
Dopo l'Assemblea costituente FLI del 13 febbraio 2011, che diede l'incarico al solo presidente Fini di nominare l'intero organigramma, viene indicato, con qualche sorpresa anche nei media che fino a due giorni prima lo davano per segretario di FLI, come nuovo portavoce di Futuro e Libertà per l'Italia. Urso, tuttavia rifiuta la carica, ritenendola non adeguata ad influenzare la linea politica ed assicurare la collocazione del movimento. Urso rimarca infatti la necessità che il partito assicuri la propria collocazione a destra, ribadendo che "noi dobbiamo costruire una destra riformista ed europea, liberale e moderna", più volte e con particolare intransigenza. A seguito del cambiamento degli organigrammi, che non lo vede più Coordinatore Nazionale e titolare della linea politica, insieme ad Andrea Ronchi, Urso si scontra con altri esponenti di FLI quali Giulia Bongiorno, Fabio Granata Carmelo Briguglio e lo stesso vice presidente di FLI Italo Bocchino sul tema delle alleanze per le elezioni amministrative del 2011 e dell'ipotizzabilità o meno di un accordo di FLI con IDV e PD per le future elezioni politiche del 2013.

#### FareItalia
Il 19 aprile 2011 Urso fonda l'associazione Fareitalia, alla quale aderiscono una cinquantina tra parlamentari e consiglieri regionali. L'associazione si propone come obiettivo: "creare le condizioni culturali e politiche per la nascita di un nuovo centrodestra che sia davvero liberale e solidale, moderno ed europeo, nel quadro di un bipolarismo maturo in cui sia possibile il confronto, il dialogo e l'incontro tra proposte politiche diverse" con un saldo riferimento al Partito Popolare Europeo.
Il 9 luglio, insieme ad Andrea Ronchi e Giuseppe Scalia, si dimette da FLI e va nel gruppo misto. Dopo le dimissioni assume posizioni intermedie tra FLI ed il PDL, dichiarando più volte l'esigenza di ricomporre il centrodestra, in una Costituente popolare. Le sue scelte parlamentari, vengono decise volta per volta, in particolare: vota l'arresto del deputato Alfonso Papa del PDL e la perquisizione nei confronti del suo collega anch'egli di centrodestra Marco Milanese. D'altra parte, sulla mozione di sfiducia presentata dalle opposizioni al Ministro Saverio Romano, Urso dichiara di essere indisponibile a votarla prima che le accuse della procura si siano materializzate almeno in un rinvio a giudizio accolto dal GUP, ma annuncia il suo voto favorevole nel caso che esso effettivamente arrivi. Vota la fiducia al governo Berlusconi il 14 ottobre 2011, dichiarando tuttavia "considero questo l'ultimo tempo supplementare. Il governo presenti quei provvedimenti di liberalizzazione, privatizzazione, riforma del welfare e delle pensioni" avvertendo che "ove questo non accadesse è meglio che Berlusconi faccia un passo indietro". La sua componente Fareitalia per la Costituente Popolare, aderisce al Senato al gruppo Coesione Nazionale, e alla Camera al gruppo misto.
In seguito, il 22 ottobre, in una nota ufficiale di Fareitalia, Urso avvisa il Governo che un decreto sviluppo a costo zero senza riforme non sarebbe accettabile e preavvisa la rottura. A seguito dell'inattività del Governo, il 5 novembre, Urso con un editoriale sul sito di Fareitalia chiede che Berlusconi rassegni le dimissioni entro la fine dell'anno, dopo aver chiesto alle opposizioni di approvare un provvedimento contenente le riforme garantite nel frattempo all'UE dall'Italia, e che sia formato successivamente un nuovo esecutivo.. Poco dopo, il deputato fa istituire la componente del gruppo misto "Fareitalia per la costituente popolare" che raggruppa gli esponenti parlamentari della sua associazione alla quale aderisce. L'8 novembre 2011 Silvio Berlusconi annuncia le proprie dimissioni a seguito dell'approvazione della legge di stabilità contenente le prime misure promesse all'UE e Urso dichiara il proprio appoggio all'ipotesi di un governo presieduto da Angelino Alfano oppure da Mario Monti, rivolgendo un appello al PDL perché lo sostenga unito insieme al terzo polo.
Alle politiche del febbraio 2013 Urso non viene candidato dal PdL, perché come ricorda nel 2013 il 20 gennaio 2013, Berlusconi in vista delle politiche cancella dalle liste gran parte di coloro che avevano fatto la storia della Destra".
Fonda allora società di consulenza Italy World Services, che si occupa di internazionalizzazione delle imprese.

#### Fratelli d'Italia
Nel 2015 Urso aderisce a Fratelli d'Italia di Giorgia Meloni, in cui confluisce FareItalia e nel gennaio 2018 torna attivamente in politica, candidandosi al Senato della Repubblica nelle circoscrizioni Sicilia e Veneto nella file di Fratelli d'Italia. il 5 marzo è eletto in Veneto.
Nella XVIII legislatura è stato eletto vicepresidente del Comitato parlamentare per la sicurezza della Repubblica (COPASIR), ma si dimette il 14 aprile 2021 protestando contro le mancate dimissioni del presidente, l'esponente della Lega Raffaele Volpi, dopo la nascita del governo Draghi, fino a quando il 9 giugno 2021 ne viene eletto presidente.
Alle elezioni politiche anticipate del 25 settembre 2022 viene rieletto al Senato nella circoscrizione Veneto.

#### Ministro del Governo Meloni
Il 22 ottobre 2022 giura come ministro delle imprese e made in Italy del governo Meloni. Fin da subito il Ministero guidato da Urso subisce dei cambiamenti, acquisendo la competenza in materia di promozione e valorizzazione del made in Italy in Italia e nel mondo ed istituendo il Comitato interministeriale per il made in Italy nel mondo e la Struttura di supporto e tutela dei diritti delle imprese.
Ad Urso è inoltre affidata la delega allo spazio e pertanto partecipa a Parigi alla ministeriale di novembre 2022, in cui sono selezionati i diciassette nuovi membri del programma astronauti europeo vengono selezionati tra le riserve del programma due italiani Anthea Comellini e Andrea Patassa. Nello stesso incontro viene inoltre confermata la presenza di un astronauta italiano sulla futura stazione spaziale Lunar Gateway, ed i nomi più papabili sono Samantha Cristoforetti e Luca Parmitano. L’Italia ha inoltre sottoscritto l’avvio del nuovo programma, Moonlight, mirato allo sviluppo di un sistema di telecomunicazioni e navigazione lunari con i servizi associati, come nuovo contributo europeo al programma Artemis della NASA e del programma Future EO, che prepara alle prossime missioni e sviluppa i nuovi strumenti tecnologici di osservazione europei. È stato definito il bilancio economico di questa tornata ministeriale che ha portato ad un contributo totale complessivo di 16,9 miliardi di euro. L’impegno italiano è superiore ai tre miliardi di euro nei successivi cinque anni, con un incremento superiore al 20% rispetto alla precedente ministeriale del 2019. Tale ammontare rappresenta circa 18,2% del contributo globale dei 22 stati membri e conferma il posizionamento dell’Italia al terzo posto dopo Germania e Francia.

## Vita privata
Risposato con una cittadina ucraina di Lugansk, Olga Sokhnenko. La coppia ha un figlio.
Urso ha due figli da un precedente matrimonio.

## Opere
- Atleti in camicia nera. Lo sport nell'Italia di Mussolini (con Renato Bianda, Scipione Rossi, Giuseppe Leone), Roma, Volpe editore, 1983
- L'Età dell'intelligenza. La destra, il cambiamento e la rivoluzione informatica (con Maurizio Gasparri), Roma, Ed. Settimo Sigillo, 1984.
- Euroglobal: libertà, identità, integrazione, Venezia, Marsilio, 2003
- Vent'anni e una notte. 1993-2013. La parabola della destra italiana raccontata dai suoi protagonisti (con Mauro Mazza), Roma, Ed. Castelvecchi, 2013.